# Bintang Berangun
Bintang Berangun is een bestuurslaag in het regentschap Bener Meriah van de provincie Atjeh, Indonesië. Bintang Berangun telt 328 inwoners (volkstelling 2010).